# Siphonium
Siphonium là một chi ốc biển, là động vật thân mềm chân bụng sống ở biển trong họVermetidae.

## Các loài
Các loài trong chi Siphonium gồm có:
- Siphonium gaederopi
- Siphonium lamellosum